# Bistum Moshi
Das Bistum Moshi (lat.: Dioecesis Moshiensis) ist eine in Tansania gelegene römisch-katholische Diözese mit Sitz in Moshi.

## Geschichte
Das Bistum Moshi wurde am 13. September 1910 durch Papst Pius X. aus Gebietsabtretungen des Apostolischen Vikariates Bagamoyo als Apostolisches Vikariat Kilimandscharo errichtet. Am 28. Januar 1935 gab das Apostolische Vikariat Kilimandscharo Teile seines Territoriums zur Gründung der Apostolischen Präfektur Dodoma ab. Weitere Gebietsabtretungen erfolgten am 14. April 1943 zur Gründung der Apostolischen Präfektur Mbulu und am 18. April 1950 zur Gründung der Apostolischen Präfektur Tanga.
Am 25. März 1953 wurde das Apostolische Vikariat Kilimandscharo durch Papst Pius XII. zum Bistum erhoben und in Bistum Moshi umbenannt. Das Bistum Moshi gab am 1. März 1963 Teile seines Territoriums zur Gründung des Bistums Arusha ab. Eine weitere Gebietsabtretung erfolgte am 10. Dezember 1963 zur Gründung der Apostolischen Präfektur Same.
Das Bistum Moshi ist dem Erzbistum Arusha als Suffraganbistum unterstellt.

## Ordinarien

### Apostolische Vikare von Moshi
- Marie-Joseph-Aloys Munsch CSSp, 1910–1922
- Henry Aloysius Gogarty CSSp, 1923–1931
- Joseph James Byrne CSSp, 1932–1953

### Bischöfe von Moshi
- Joseph James Byrne CSSp, 1953–1959
- Joseph Kilasara CSSp, 1960–1966
- Joseph Sipendi, 1968–1985
- Amedeus Msarikie, 1986–2007
- Isaac Amani Massawe, 2007–2017, dann Erzbischof von Arusha
- Ludovic Minde OSS seit 2019

## Schulen
Das Bistum betreibt in Kishumundu eine Schule, die Kishumundu Secondary School. Außerdem betreibt das Bistum die integrative St. Pamachius Secondary School, eröffnet im Februar 2019.